# Халставик
Халставик (на шведски: Hallstavik) е град в лен Стокхолм, източната част на централна Швеция, община Нортеле. Разположен е в залив на пролива Сьодра-Кваркен. Намира се на около 100 km на североизток от централната част на столицата Стокхолм. Има жп гара и малко пристанище. Производство на хартия. Населението на града е 4476 жители, по приблизителна оценка от декември 2017 г.